# Kanoistika na Letních olympijských hrách 1952
Závody v kanoistice na Letních olympijských her 1952 v Helsinkách.

## Medailisté

### Muži
| Kategorie  | Zlato                                            | Stříbro                                            | Bronz                                           |
| ---------- | ------------------------------------------------ | -------------------------------------------------- | ----------------------------------------------- |
| C1 1000 m  | Josef Holeček · Československo (TCH)             | János Parti · Maďarsko (HUN)                       | Olavi Ojanperä · Finsko (FIN)                   |
| C1 10000 m | Frank Havens · Spojené státy americké (USA)      | Gábor Novák · Maďarsko (HUN)                       | Alfréd Jindra · Československo (TCH)            |
| C2 1000 m  | Dánsko (DEN) · Bent Peder Rasch · Finn Haunstoft | Československo (TCH) · Jan Brzák · Bohumil Kudrna  | Německo (GER) · Egon Drews · Wilfried Soltau    |
| C2 10000 m | Francie (FRA) · Georges Turlier · Jean Laudet    | Kanada (CAN) · Kenneth Lane · Donald Hawgood       | Německo (GER) · Egon Drews · Wilfried Soltau    |
| K1 1000 m  | Gert Fredriksson · Švédsko (SWE)                 | Thorvald Strömberg · Finsko (FIN)                  | Louis Gantois · Francie (FRA)                   |
| K1 10000 m | Thorvald Strömberg · Finsko (FIN)                | Gert Fredriksson · Švédsko (SWE)                   | Michael Scheuer · Německo (GER)                 |
| K2 1000 m  | Finsko (FIN) · Kurt Wires · Yrjö Hietanen        | Švédsko (SWE) · Lars Glasser · Ingemar Hedberg     | Rakousko (AUT) · Max Raub · Herbert Wiedermann  |
| K2 10000 m | Finsko (FIN) · Kurt Wires · Yrjö Hietanen        | Švédsko (SWE) · Gunnar Åkerlund · Hans Wetterström | Maďarsko (HUN) · Ferenc Varga · József Gurovits |

### Ženy
| Kategorie | Zlato                        | Stříbro                            | Bronz                             |
| --------- | ---------------------------- | ---------------------------------- | --------------------------------- |
| K1 500 m  | Sylvi Saimová · Finsko (FIN) | Gertrude Liebhart · Rakousko (AUT) | Nina Savina · Sovětský svaz (URS) |

## Přehled medailí
| Pořadí | Země                         | Zlato | Stříbro | Bronz | Celkově |
| ------ | ---------------------------- | ----- | ------- | ----- | ------- |
| 1.     | Finsko (FIN)                 | 4     | 1       | 1     | 6       |
| 2.     | Švédsko (SWE)                | 1     | 3       | 0     | 4       |
| 3.     | Československo (TCH)         | 1     | 1       | 1     | 3       |
| 4.     | Francie (FRA)                | 1     | 0       | 1     | 2       |
| 5.     | Dánsko (DEN)                 | 1     | 0       | 0     | 1       |
| 5.     | Spojené státy americké (USA) | 1     | 0       | 0     | 1       |
| 7.     | Maďarsko (HUN)               | 0     | 2       | 1     | 3       |
| 8.     | Rakousko (AUT)               | 0     | 1       | 1     | 2       |
| 9.     | Kanada (CAN)                 | 0     | 1       | 0     | 1       |
| 10.    | Německo (GER)                | 0     | 0       | 3     | 3       |
| 11.    | Sovětský svaz (URS)          | 0     | 0       | 1     | 1       |
| Celkem | Celkem                       | 9     | 9       | 9     | 27      |